# Nuquinis
Os Nuquinis (ou Nukinis) são um grupo indígena que habita o extremo oeste do estado brasileiro do Acre, mais precisamente a Área Indígena Nukini, localizada no Município de Mâncio Lima. Em 2004, a população estimada era de 500 pessoas, as quais viviam nessa área indígena criada em 1993, com superfície de 31.932 hectares, cuja situação fundiária consta como registrada.
A terra indígena está localizada na margem esquerda do rio Moa, região do vale do Juruá, serra do Divisor.